# 大圩镇 (贵港市)
大圩镇，是中华人民共和国广西壮族自治区贵港市港北区下辖的一个乡镇级行政单位。

## 行政区划
大圩镇下辖以下地区：
大圩社区、大圩村、新建村、上莲村、寻杨村、民乐村、甘岭村、永隆村、大仁村、仁心村、长安村、石古村、永福村、何村、解放村、东塘村、东篁村、中西村和乐堂村。